# Elsa Waldenström
Elsa Waldenström (2 de abril de 1906-13 de septiembre de 1964) fue una deportista sueca que compitió en tiro con arco, en la modalidad de arco recurvo. Ganó tres medallas en el Campeonato Mundial de Tiro con Arco al Aire Libre, en los años 1934 y 1946.

## Palmarés internacional
| Campeonato Mundial al Aire Libre | Campeonato Mundial al Aire Libre | Campeonato Mundial al Aire Libre | Campeonato Mundial al Aire Libre |
| Año                              | Lugar                            | Medalla                          | Prueba                           |
| -------------------------------- | -------------------------------- | -------------------------------- | -------------------------------- |
| 1934                             | Båstad (Suecia)                  | Medalla de plata                 | Equipo                           |
| 1934                             | Båstad (Suecia)                  | Medalla de bronce                | Individual                       |
| 1946                             | Estocolmo (Suecia)               | Medalla de plata                 | Equipo                           |